# Ricky Federau
Ricky Federau (né le 8 octobre 1981 à Abbotsford) est un coureur cycliste canadien. Spécialiste du VTT, il est notamment double médaillé au championnat du monde de relais par équipes.

## Palmarès en VTT

### Championnats du monde
- Åre  1999
  -  Médaillé de bronze du relais par équipes (avec Roland Green, Alison Sydor et Ryder Hesjedal)
- Lugano 2003
  -  Médaillé de bronze du relais par équipes (avec Roland Green, Chrissy Redden et Max Plaxton)
- Livigno 2005
  - 9e du relais par équipes

### Championnat du Canada
- 2004
  -  Champion du Canada de cross-country
- 2005
  - 3e du championnat du Canada de cross-country
- 2006
  - 2e du championnat du Canada de cross-country